# بيت القرماني (بني مطر)

تعديل مصدري - تعديل

بيت القرماني هي إحدى قرى عزلة بنيسوار بمديرية بني مطر التابعة لمحافظة صنعاء، بلغ تعداد سكانها 99 نسمة حسب تعداد اليمن لعام 2004.